# Type 9920 SNCV
Le type 9920-9939 est un type d'automotrice électrique pour tramway construit par les Ateliers de la Dyle pour la Société nationale des chemins de fer vicinaux (SNCV).

## Histoire
Elles sont mises en service de décembre 1931 à mars 1932.

## Caractéristiques

### Caractéristiques générales[1]
| Nombre construits         | 20                  |
| Constructeur              | Ateliers de la Dyle |
| Numéros                   | 9920-9939           |
| Écartement [mm]           | 1 000               |
| Largeur hors-caisse [mm]  | 2 200               |
| Empattement du bogie [mm] | 3 000               |
| Disposition des essieux   | Bo                  |
| Conduite                  | Bidirectionnelle    |

### Motorisation[1]
| Motorisation       | bimoteurs                                                 |
| Constructeur       | Ateliers de constructions électriques de Charleroi (ACEC) |
| Puissance unitaire | 60,3 kW (82 CV)                                           |

## Matériel préservé
| Illustration | Entité                                           | Numéro | État     |
| ------------ | ------------------------------------------------ | ------ | -------- |
|              | Association pour la sauvegarde du vicinal (ASVi) | 9924   | Roulante |